# Paul M. Nurse
Sir Paul Maxime Nurse (født 25. januar 1949 i Wembley) er en britisk molekylærbiolog. Han modtog i 2001 Nobelprisen i fysiologi eller medicin sammen med Tim Hunt og Leland H. Hartwell. Han modtog prisen for sit arbejde om kontrol af cellecyklus.
Fra 2010-2015 var han præsident for Royal Society.